# Ligne 119 (Infrabel)
La ligne 119, était une ligne de chemin de fer belge qui reliait les gares de Luttre et de Châtelet de 1880 à 1953. Elle était utilisée par des trains de voyageurs et de marchandises. Le dernier tronçon est fermé en 1992 et démonté en 1995.
Depuis 1998, l'ancienne ligne ferroviaire est progressivement aménagée en « voie lente » du Réseau RAVeL de la Région wallonne.

## Histoire
Un premier projet de chemin de fer partant de Luttre et desservant Thiméon et Gosselies est esquissé par l’État belge dans les années 1830. Il s'agit de la ligne destinée à relier Bruxelles à Namur ; dans ce projet, elle devait se séparer de la ligne de Braine-le-Comte à Charleroi au sud de « l'Hutte » (Luttre), desservir Viesville, Thiméon et Gosselies avant de se diriger vers Fleurus et Namur.
Le tracé définitif de la ligne de Bruxelles à Namur et Charleroi, inaugurée en 1843, s'écarte complètement de ce premier projet et prévoit un chemin remanié entre Braine-le-Comte et Luttre ainsi qu'une ligne de Charleroi à Namur par la vallée de la Sambre.
Il faudra attendre plusieurs décennies avant la construction d'une ligne desservant Viesville, Thiméon et Gosselies.
Une demande de concession pour un chemin de fer de Luttre à Châtelineau par Gosselies est déposée le 7 juin 1860 par Messieurs Leborgne, Pickering et Cnie.
Le Chemin de fer de Luttre à Châtelineau est concédé par l'arrêté royal du 21 juillet 1866 à la Compagnie des chemins de fer des bassins houillers du Hainaut, fondée à l'initiative de Simon Philippart. Le tracé passe par Luttre, Gosselies, Jumet, Gilly et Châtelineau. Le cahier des charges prévoit notamment : une mise en service au plus tard le 21 décembre 1869, et la construction d'une nouvelle station à la gare de bifurcation de Luttre située sur la ligne de Bruxelles à Charleroi. En 1868, le traité d'affermage conclu avec la Société générale d'exploitation de chemins de fer est approuvé par l'assemblée générale de la compagnie concessionnaire. Les difficultés financières de ces sociétés amènent à la reprise de la ligne par les chemins de fer de l’État belge par la loi du 3 juin 1870. À cette date, les travaux n'avaient pas été réalisés.
Toutefois, dans cette loi relative à la reprise des lignes concédées aux compagnies constituant la Société générale d'exploitation, le « chemin de Luttre à Châtelineau » figure dans la liste des nouvelles concessions accordées à cette occasion à la Compagnie des chemins de fer des bassins houillers du Hainaut, qui doit construire ces lignes puis les livrer à l’État.
La ligne ouvre par sections entre 1876 et 1880 : de Luttre à Gosselies le 1er juin 1876 ; de Châtelineau à Y Noir-Dieu le 22 septembre 1876 ; Gilly-Sart-Allet à Jumet le 26 mars 1879 et l'ouverture de Jumet à Gosselies le 5 août 1880 permet la mise en service de la totalité de la ligne. Auparavant, la section de Y Noir-Dieu à Gilly-Sart-Allet avait été mise en service le 19 novembre 1874 même temps que la ligne vers Fleurus et Lambusart (actuelle ligne 131).
La mise à quatre voies de la ligne 124 à la fin des années 1930 et la perspective d'un élargissement du canal de Charleroi[réf. souhaitée] bouleverse le tracé de la ligne 119 au départ de Luttre. Auparavant, la ligne 119 bifurquait à la sortie du pont sur l'ancien canal en aval de l'écluse n°10 de Baudoux, restait parallèle à la ligne 124, sur sa gauche, en gagnant de la hauteur à flanc de coteau jusqu'à une courbe serrée de plus de 90° en direction de Viesville. Les deux voies supplémentaires de la ligne 124 prenant la place de celles de la ligne 119, la différence de hauteur devenait trop importante. Le choix de la SNCB se porte sur une section inutilisée de la ligne 120, de Luttre à Trazegnies qui bifurque à la sortie de Luttre en se dirigeant vers la droite. Une nouvelle section en courbe vers la droite part de cette ligne, franchit le canal par un haut pont (achevé en 1941) avant d'enjamber les quatre voies de la ligne 124 et de rattraper l'ancien tracé montant vers Viesville.
La durée de vie de cette nouvelle bifurcation, prévue pour une seconde voie qui n'a jamais été posée, sera néanmoins écourtée lorsqu'au lendemain de la guerre, est décidé de porter le gabarit du canal à 1 350 t, remplaçant le cours tortueux de l'ancien canal par une tranchée parallèle à la ligne 124. Un coûteux viaduc étant indispensable pour permettre le passage de la ligne 119 au-dessus du nouveau canal, il est décidé de fermer la section Luttre - Luttre ; le trafic étant jugé trop faible pour justifier un tel investissement.
L'ensemble de la ligne est fermée au trafic voyageurs le 4 octobre 1953.
La fermeture du trafic marchandises intervient par sections : de Luttre à Thiméon le 4 octobre 1953 (déferrée en 1957) ; de Jumet à Thiméon le 16 septembre 1985 (déferrée en 1988) ; de Gilly-Sart-Allet à Jumet le 25 août 1989 (déferrée en 1990) ; de Gilly-Sart-Allet à Châtelet le 24 septembre 1992 (déferrée en 1995).

## Infrastructure

### Nœuds ferroviaires
À la gare de Luttre avec les lignes : 118, 122 et 124. Gare de Jumet : ligne 121. Embranchement de Noir-Dieu (BK 16,5) ligne 131. Gare de Châtelet : avec les lignes : 130, 138 et 140A.

### Gares et haltes
Outre les gares d'origine et d'aboutissement (Luttre (BK 0,0) et Châtelet (BK 21,0)), la ligne comportait six gares : Viesville (BK 3,6), Thiméon (BK 5,6), Gosselies (BK 6,9), Jumet (BK 10,9), Hamendes (BK 13,9), Gilly-Sart-Culpart (BK 17,3) et Gilly-Sart-Allet (BK 18,1), et quatre haltes : La Carosse (BK 8,1), Chef-Lieu (BK 9,2), Malavée (BK 10,1) et Houbois (BK 12,0).

## Après le chemin de fer
L'ancien tracé entre la ligne 124 et Viesville a été rendu méconnaissable par le creusement du canal au milieu des années 1950. Une réserve naturelle boisée occupe le versant Est. Le pont enjambant la ligne 124 a finalement été démantelé dans les années 2010 mais le raccord vers Luttre et le pont abandonné sur l'ancien canal, surnommé « pont des Allemands » sont toujours présents.
En 1997 la Région wallonne fait une priorité de l'aménagement d'une « voie lente » de son Réseau RAVeL sur la plateforme de la ligne 119.
Une partie de la ligne 3 du métro de Charleroi utilise une ancienne section de la ligne 119 entre Jumet et Gosselies

## Galerie de photos vestiges de la ligne

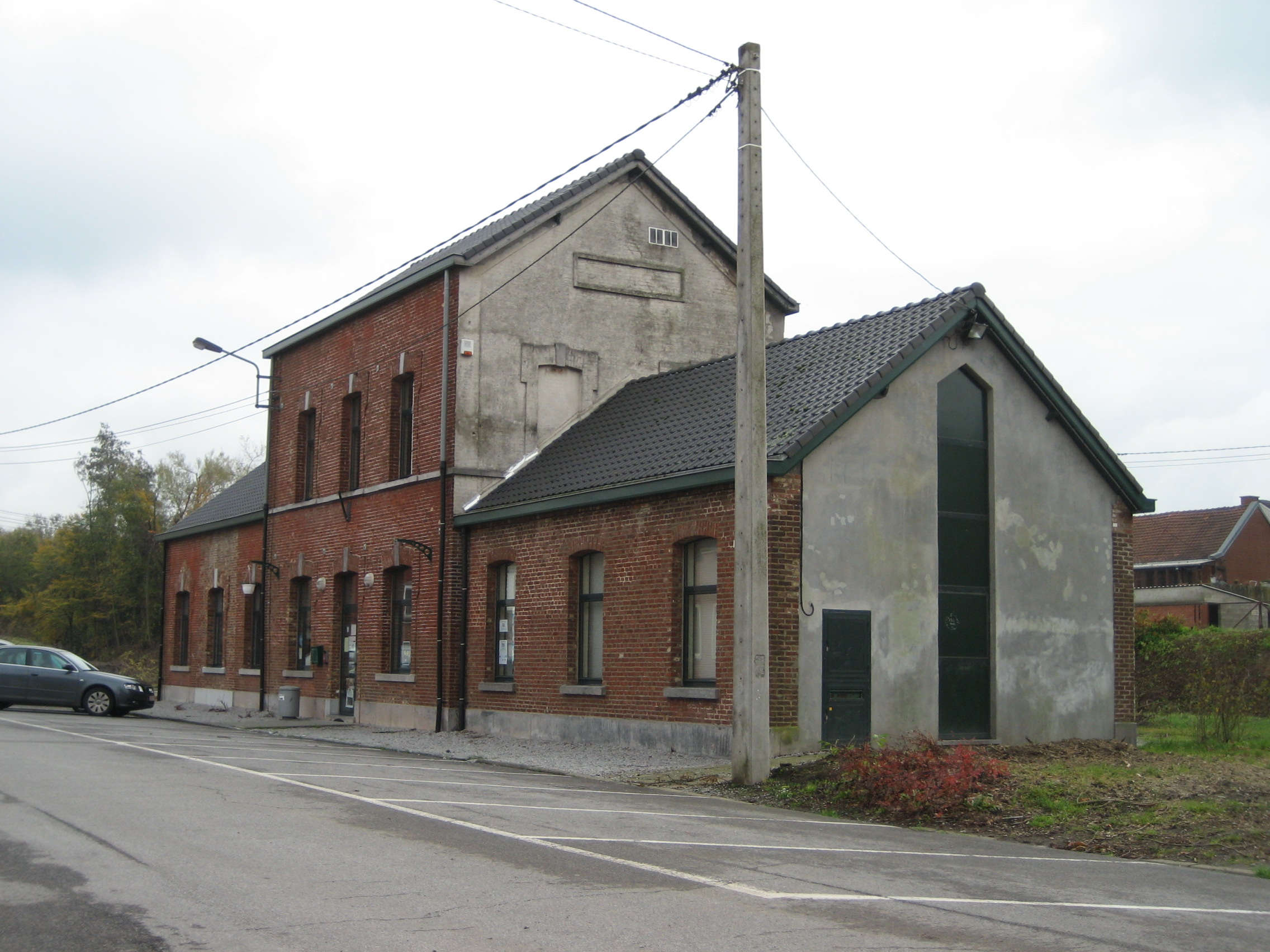
Bâtiment voyageurs de la gare de Viesville.
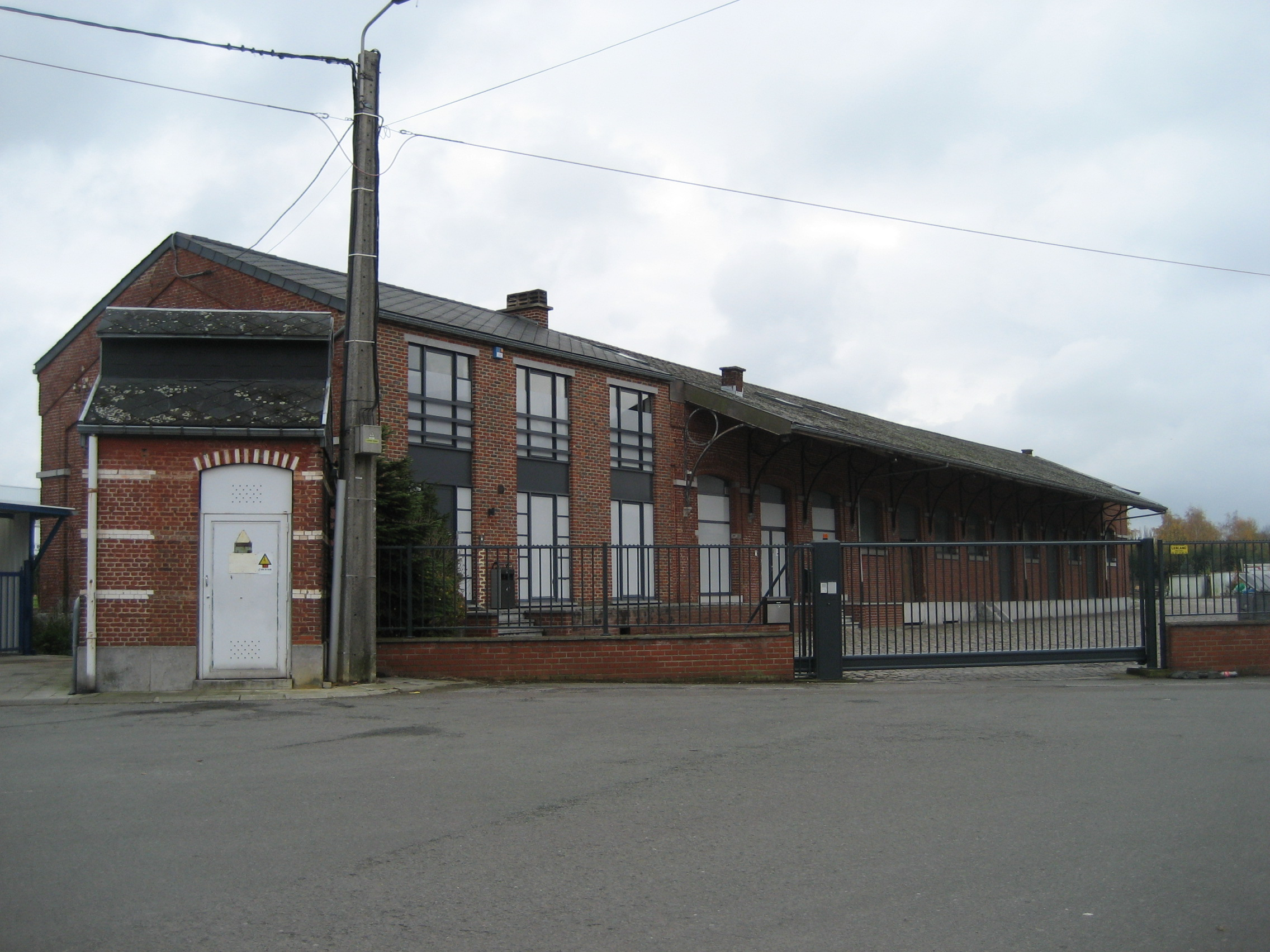
Ancienne halle à marchandises de Gosselies.
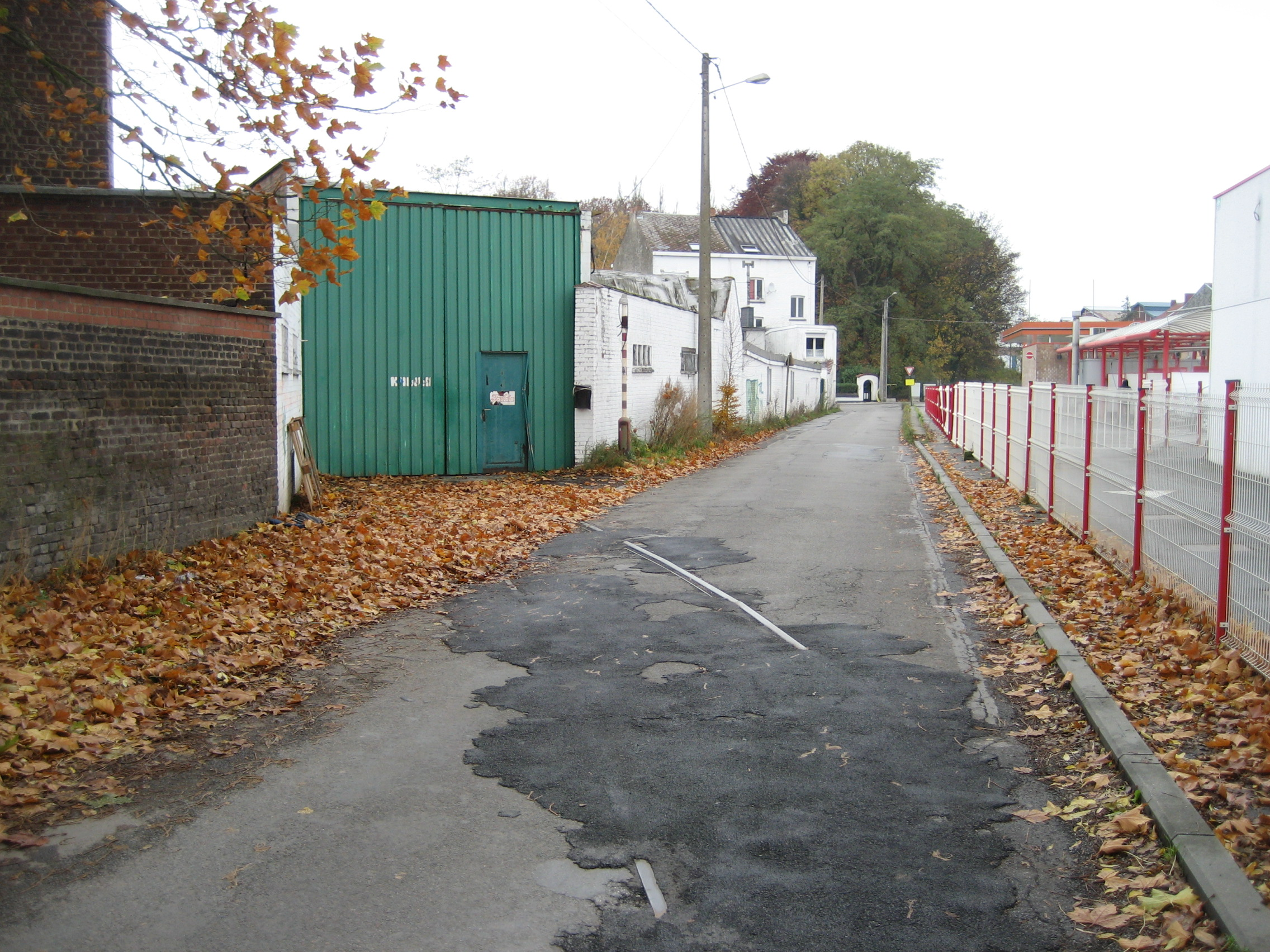
Ancien embranchement à Gosselies.
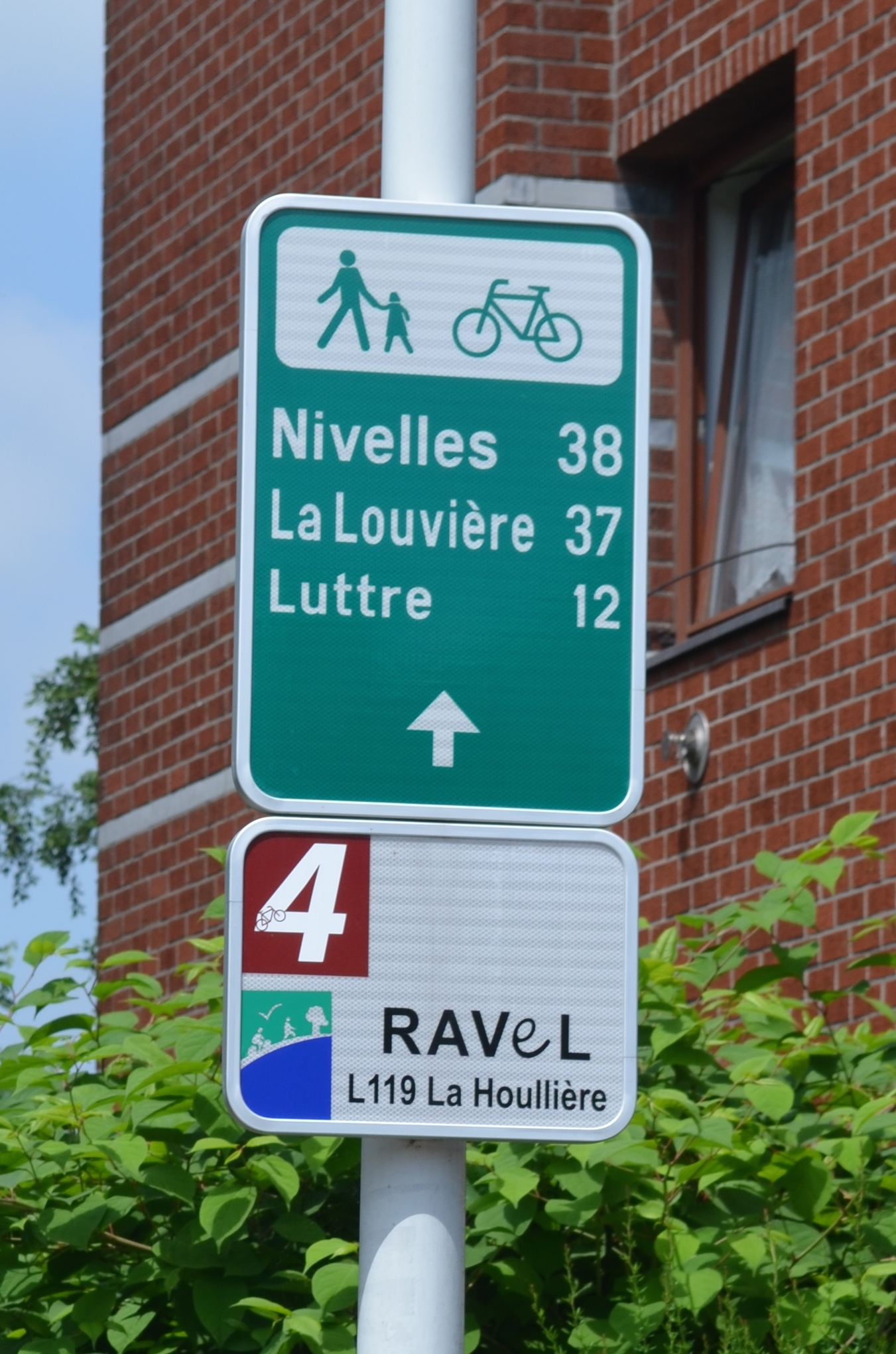
Signalisation du RAVeL à Jumet.